# سازمان حقوق بشر رابرت اف. کندی
سازمان حقوق بشر رابرت اف. کندی (انگلیسی: Robert F. Kennedy Human Rights) یک سازمان غیرانتفاعی و خیریه است. سازمان حقوق بشر رابرت اف. کندی وقف محقق کردن آرزوهای سناتور کندی شد تا یک جهان درست‌تر و صلح آمیزتر را بسازد.

## اهداف
این سازمان با بررسی روزنامه‌نگاران، نویسندگان، محققانی که به وسیله کتاب و مجلات روزنامه‌نگاری موضوع حقوق بشر را با علاقه دنبال می‌کنند، برای دریافت جایزه حقوق بشر رابرت اف. کندی نامزد و پشتیبانی می‌کند؛ علاوه بر این مردم را آموزش می‌دهد تا دانش آموختگان قادر به ایجاد تغییر در محیط خود شوند. مرکز این سازمان خیریه در واشینگتن، دی سی است.

## جایزه حقوق بشر رابرت اف. کندی
اهدای این جایزه در سال ۱۹۸۴ بنیان گذاشته شد و اکنون به عنوان مرکز عدالت و جایزه حقوق بشر رابرت اف. کندی به نام افرادی در سراسر جهان که شجاعت و سهم قابل توجهی را در حقوق بشر در کشورشان ایفا می‌کنند، اهدا می‌شود.